# Unità motoria
L'unità motoria è costituita da un motoneurone e da tutte le fibre muscolari da esso innervate. Dal punto di vista fisiologico è l'unità funzionale minima dell'apparato neuromuscolare, infatti le fibre muscolari appartenenti a una medesima unità si contraggono in maniera sincrona, secondo la legge del "tutto o nulla".
In dettaglio l'unità motoria è composta dal corpo cellulare del motoneurone, situato nel midollo spinale, dal suo assone (che è unito ad altri in fasci a formare nervi periferici), dalle fibre muscolari innervate dal medesimo assone e dalla giunzione neuromuscolare, che permette le contrazione muscolare a seguito dell'impulso nervoso.
Il tipo di fibre muscolari appartenenti a una medesima unità è sempre lo stesso (I, IIA o IIX) mentre il numero può variare di alcuni ordini di grandezza. In muscoli di ridottissime dimensioni ma in cui è necessario un controllo fine del movimento, come i muscoli estrinseci degli occhi, un'unità motoria comprende al massimo 10-20 fibre, mentre nei muscoli degli arti inferiori, deputati a movimenti ampi che richiedono molta forza, possono arrivare ad un paio di migliaia (nel gastrocnemio, ad esempio).
Nella contrazione muscolare l'ordine di attivazione delle unità motorie è fisso: per prime vengono attivate le fibre di tipo I ("rosse"), capaci di forza contrattile minore, e solo se necessario le fibre più grosse di tipo II.